# Ectatomma vizottoi
Ectatomma vizottoi är en myrart som beskrevs av Almeida 1987. Ectatomma vizottoi ingår i släktet Ectatomma och familjen myror. Inga underarter finns listade i Catalogue of Life.